# سوس (کاشاتاق)
سوس (ارمنی: Սուս) یک منطقهٔ مسکونی در جمهوری آرتساخ است که در استان کاشاتاق واقع شده‌است و بر اساس سرشماری سال ۲۰۱۵ بالغ بر ۲۶ نفر جمعیت دارد.